# La Roche-sur-Foron
La Roche-sur-Foron är en kommun i departementet Haute-Savoie i regionen Auvergne-Rhône-Alpes i sydöstra Frankrike. Kommunen ligger i kantonen La Roche-sur-Foron som tillhör arrondissementet Bonneville. År 2022 hade La Roche-sur-Foron 11 239 invånare.

## Befolkningsutveckling
Antalet invånare i kommunen La Roche-sur-Foron
| Referens: INSEE |